# Возвращение Супермена
«Возвращение Супермена» (англ. Superman Returns) — американский фильм 2006 года, снятый режиссёром Брайаном Сингером. Фильм является продолжением первых двух частей оригинальной серии, игнорируя третий и четвёртый фильмы. Данный факт, однако, впоследствии подвергся реткону — Супермен в исполнении Брэндона Раута появляется в эпизоде «Кризис на Бесконечных Землях: Часть вторая» сериала «Бэтвумен», в котором ссылаются не только на «Возвращение Супермена», но и на третий фильм оригинальной киносерии, который лента Сингера должна была игнорировать; это указывает на то, что события третьего и четвёртого фильмов происходят после «Возвращения Супермена», превращая его из мягкого перезапуска в мидквел.

## Сюжет
Со времён второй части прошло 5 лет. Лекс Лютор (Кевин Спейси), заклятый враг Супермена, продолжает совершать преступления, радуясь отсутствию своего врага. А в это время Супермен (Брэндон Раут) возвращается на Землю на криптонском корабле к своей приёмной матери Марте Кент. Утром Кларк возвращается в «Дэйли Плэнет» и обнаруживает, что его давняя любовь — журналистка Лоис Лэйн — уже помолвлена с племянником редактора газеты Ричардом Уайтом и родила от него сына Джейсона, который ещё довольно слаб, и поэтому вынужден принимать много лекарств. Она даже написала статью «Почему миру не нужен Супермен», чтобы вернуться к прежней жизни.
В это время сама Лоис сидит в новом самолёте-носителе космического шаттла и берёт интервью. Но вдруг самолёт ломается, и Кларк спешит, чтобы спасти его. Ему это удаётся, и все его встречают с огромной радостью. Лоис поручают написать статью про возвращение Супермена, а Кларку — про выключение электричества по всему миру (которую хотела написать Лоис). Причиной этого выключения является эксперимент Лекса с кристаллом, взятым из крепости Кларка.
Неожиданно Лекс обнаруживает, что кристалл расширяется в воде и создаёт себе замок, добавив в кристалл криптонит. Лоис решает узнать что-нибудь про него и отправляется к нему, взяв с собой Джейсона, но Лекс обнаруживает их и берёт в плен. Затем выясняется, что на Джейсона криптонит не действует, как думал Лекс. Джейсон решает отвлечь охранника, сыграв вместе с ним на рояле, а Лоис отправляет по факсу координаты яхты. Охранник её обнаруживает, но Джейсон неожиданно кидает в него рояль, чем ясно даёт понять, что Супермен — его настоящий отец. Их запирают в холодильную камеру, но их вытаскивает Ричард, который получил координаты. Яхта начинает тонуть, но прилетает Кларк и спасает их.
Криптонитовый замок опасен для Кларка, он теряет свои силы, и охранники Лекса избивают его, а затем сам Лекс пронзает его криптонитовым лезвием. Кларк падает с огромной высоты в воду. Тем временем Лоис убеждает Ричарда вернуться за Суперменом, так как уверена, что Лекс убьёт его. Они возвращаются, и Джейсон видит Супермена в воде. Лоис прыгает за ним и вместе с Ричардом вытаскивает из воды. В самолёте Лоис извлекает осколок лезвия из Супермена, давая ему излечиться, затем Кларк летит к Солнцу и подпитывается его энергией, чтобы затем уничтожить криптонитовый замок. Он опускается на глубину, чтобы поднять замок в космос.
Лекс, тем временем, уверен, что Супермен мёртв. Но происходит землетрясение, из-за которого гибнут люди Лекса, а он со своей пассией Китти спасается на вертолёте. Женщина предаёт Лекса, испугавшись его грандиозных кровожадных планов и выкидывает остальные кристаллы. Лекс не успел вернуться за ними, замок раскалывается, и они улетают. Кларк поднимает замок в воздух, с трудом преодолевая воздействие криптонита. В космосе он отпускает замок и теряет сознание. В больнице его не могут вернуть к жизни, и все считают, что он умер. Супермен впадает в кому. Тысячи людей стоят возле больницы, чтобы выразить свою благодарность и почтение Супермену. Китти спасается с Лютором в вертолёте, в конечном итоге они оказываются на неизведанном острове, когда у них заканчивается топливо.
Лоис навещает Супермена, но тот в коме. Она уходит, и через некоторое время Супермен исчезает. Он навещает сына сказав ему что однажды его день придёт и станет вторым Суперменом (наследник Супермена и внук Криптона), после чего летит в космос, чтобы дальше следить за порядком на Земле.

## В ролях
| Актёр             | Роль                     |
| ----------------- | ------------------------ |
| Брэндон Раут      | Кларк Кент/Супермен      |
| Кейт Босворт      | Лоис Лейн                |
| Кевин Спейси      | Лекс Лютор               |
| Джеймс Марсден    | Ричард Уайт              |
| Паркер Поузи      | Китти Ковальски          |
| Марлон Брандо     | Джор-Эл (архивные кадры) |
| Эва Мари Сейнт    | Марта Кент               |
| Тристан Лэйк Лэбю | Джейсон Уайт             |
| Фрэнк Ланджелла   | Перри Уайт               |
| Ноэль Нилл        | Гертруда Вандерворт      |

## Разработка

### Музыка
Сингер нанял Джона Оттмана в качестве монтажёра и композитора за несколько месяцев до написания сценария. В своих ранних интервью Оттман говорил, что Джон Уильямс, который написал музыку для фильма 1978 года, повлиял на его решение стать музыкантом. Он был осторожен и полон энтузиазма работать над «Возвращением Супермена». «Брайан [Сингер] сказал, что он даже не стал бы давать фильму зелёный свет, если бы не мог использовать музыку Джона Уильямса». Оттман продолжил: «Для меня было важно сохранить тему Уильямса вплоть до каждой ноты для вступительных титров». Оттман назвал свою работу над «Возвращением Супермена» почтением, а не плагиатом темы Уильямса.

### Бюджет
Компания Warner Bros. изначально заложила бюджет в 184,5 млн долларов, а окончательная стоимость производства составила 223 млн долларов, сократившись до 204 млн долларов после учёта налоговых льгот. С учётом затрат на разработку с начала 1990-х годов общие расходы, по оценкам, составляют около 263 млн. долл. США, причём до 100 млн. долл. США было израсходовано на маркетинг по всему миру.

## Награды и номинации

### «Оскар» 2007
- Номинации (1)
  - «Лучшие визуальные эффекты»

### «Золотая малина» 2007
- Номинации (1)
  - «Худшая женская роль второго плана» (Кейт Босворт)

### «Сатурн» 2007
| Год  | Награда | Категория                  | Номинант                                              | Результат |
| ---- | ------- | -------------------------- | ----------------------------------------------------- | --------- |
| 2007 | Сатурн  | Лучший актёр               | Брэндон Раут                                          | Победа    |
| 2007 | Сатурн  | Лучшая актриса             | Кейт Босуорт                                          | Номинация |
| 2007 | Сатурн  | Лучший актёр второго плана | Джеймс Марсден                                        | Номинация |
| 2007 | Сатурн  | Лучший молодой актёр       | Тристан Лейк Лебю                                     | Номинация |
| 2007 | Сатурн  | Лучшая музыка              | Джон Оттман                                           | Победа    |
| 2007 | Сатурн  | Лучшие визуальные эффекты  | Марк Стетсон, Нил Корбоулд, Ричард Р. Гувер, Джон Тум | Номинация |
| 2007 | Сатурн  | Лучший сценарий            | Майкл Догерти и Дэн Харрис                            | Победа    |
| 2007 | Сатурн  | Лучший режиссёр            | Брайан Сингер                                         | Победа    |
| 2007 | Сатурн  | Лучший фэнтезийный фильм   | Возвращение Супермена                                 | Победа    |

## Видеоигра
По мотивам фильма вышла одноимённая видеоигра. Игра примечательна тем, что все основные актёры фильма вернулись к озвучиванию своих персонажей. А внешность самих персонажей создана по образу актёров из фильма.

## Комиксы
В 2006 году вышла мини-серия комиксов из 4 эпизодов — «Возвращение Супермена. Приквел». Авторы сюжета — режиссёр фильма и сценарист Брайан Сингер, сценаристы фильма Майкл Догерти и Дэн Харрис.

## Расширенная вселенная
В декабре 2019 года фильм получил продолжение в рамках кроссовера «Кризис на Бесконечных Землях». Брэндон Раут вернулся к роли Супермена. Кроссовер установил, что действие фильмов «Супермен», «Супермен 2» и «Возвращение Супермена» происходят на Земле-96. Кларк Кент встретил другую версию Супермена с Земли-38 в исполнении Тайлера Хеклина и кузину Супергёрл, роль которой исполнила Мелисса Бенойст. Также он в познакомился со своим двойником с Земли-1 Рэем Палмером, роль которого также исполнил Брэндон Раут в сериале «Легенды завтрашнего дня».

### Заметки
1. ↑  Оригинальная тема Супермена из фильма 1978 года